# Bojong (Karangtengah)
Bojong is een bestuurslaag in het regentschap Cianjur van de provincie West-Java, Indonesië. Bojong telt 18.889 inwoners (volkstelling 2010).